# Хэштег Юнайтед
«Хэштег Юнайтед» (англ. Hashtag United F.C.) — английский полупрофессиональный футбольный клуб, базирующийся в городе Тилбери, графство Эссекс.
Основан в 2013 году, профессиональный статус получил в 2016 году.
Основателем команды является популярный ютубер Спенсер Оуэн Кармайкл-Браун (также Спенсер Оуэн), а клуб первоначально играл выставочные матчи против штабных команд профессиональных футбольных клубов, коллективов воскресной лиги и других любительских команд.
Игры были засняты на видеокамеры и позже загружены на канал в YouTube, где команде удалось быстро обзавестись значительным количеством подписчиков.
В 2017 году Спенсер начал вести предметные переговоры с официальными представителями Футбольной ассоциации Англии о возможности присоединения «Хэштега» к организации.
Впоследствии клуб вошел в систему Английской Футбольной лиги, в начале сезона 2018/2019 заявившись в Лигу восточных графств.
При клубе учреждена молодежная академия и женская команда.
Текущий финансовый спонсор команды — UFL, техническую поддержку клубу оказывает датская компания Hummel.
Главный тренер клуба — Джей Деверо, ранее работавший на различных должностях в нескольких известных английских командах.

## История
Идея организовать футбольный коллектив появилась у известного английского спортивного видеоблогера Спенсера Оуэна Кармайкл-Брауна в 2013 году. Изначально планировалось, что команда будет участвовать исключительно в выставочных встречах, однако в 2016 году клуб официально получил профессиональный статус, подав документы на лицензирование для выступления в Старшей лиге Эссекса. Первый состав команды был сформирован из родственников и школьных товарищей Спенсера.
Поначалу команда играла только товарищеские матчи, соперниками в которых выступали сборные клубного персонала «Сток Сити», «Манчестер Сити», лондонского «Арсенала», сборная комиков Великобритании (победа «Хэштега» со счетом 19:1), сборная работников корпорации Google (победа со счетом 2:1) и т.д. Соперники выставляли бывших профессиональных футболистов, таких как Пол Дикав, Грэм Ле Со и Рэй Парлор, а также знаменитостей, включая Омида Джалили.
В 2016 году клуб был близок к подписанию профессионального контракта с английским футболистом Адебайо Акинфенвой.
С момента своего основания команда в основном играла выставочные встречи, которые были сняты на видео и загружены на собственный YouTube-канал.
К сентябрю 2016 года официальный аккаунт команды в Instagram насчитывал более ста тысяч подписчиков, а аккаунт в Twitter — 41 000.
Видео под названием «Штрафной вызов», загруженное на YouTube, набрало более миллиона просмотров.
В преддверии сезона 2018/2019 клуб вошёл в систему футбольных лиг Англии, сначала заявившись в Первый дивизион Спартанской лиги Южного Мидленда (10-й по значимости дивизион), а затем переведясь в Лигу восточных графств (Первый дивизион, зона «Юг»). После этого Спенсер Оуэн ушел с поста главного тренера.
4 августа 2018 года первый в истории клуба официальный матч был проигран в гостях ФК «Литтл Оукли» со счетом 3:2.
В первом же сезоне клуб занял в лиге первое место и получил путевку в 9-й дивизион — Старшую лигу Эссекса — в сезоне 2019/2020.
Сезон 2019/2020 был остановлен из-за пандемии коронавируса, и клуб занял итоговое второе место в лиге, отстав на одно очко от лидеров и имея три матча в запасе. В сезоне 2020/21, также остановленном из-за продолжающейся пандемии, коллектив занял первое место и благодаря высокому показателю очков, заработанных в среднем за матч в двух последних прерванных сезонах, вышел в Северный дивизион Истмийской Лиги (8-й дивизион). За два сезона в Старшей лиге «Хэштег» набрал 96 очков в 38 матчах.
Капитан команды — Росс Глид.

## Благотворительность
В 2017 году «Хэштег Юнайтед» провёл благотворительный матч на лондонском стадионе «Уэмбли» с командой «Теккерс Таун», за которую сыграли известные футбольные фристайлеры, а также такие звёзды мирового футбола как Стивен Джеррард, Вильям Галлас, Дэвид Джеймс, Эмил Хески и Робби Фаулер.
На игру суммарно было продано 34 000 билетов.

## Домашний стадион
Первым стадионом «Хэштэг Юнайтед» был Coles Park Stadium.
В сезоне 2019/2020, после выхода в Старшую лигу Эссекса, клуб начал выступать на Len Salmon Stadium в городе Тилбери.
Также команда периодически проводит свои игры на стадионах «Этихад» и «Эмирейтс».

## Команда и болельщики
Согласно статистике, средняя посещаемость матчей «Хэштэг Юнайтед» в его первом сезоне на профессиональном уровне (10-й дивизион) составляла 150 человек.

## Женский клуб
В апреле 2020 года стало известно о том, что в структуре команды появится женский клуб, а также женские академии для спортсменок U18 и U23.

## Академия юношей
На волне популярности «Хэштэг Юнайтед» появилось огромное количество желающих играть за команду.
Чтобы в клуб попали действительно лучшие, Спенсер создал собственную академию, и пообещал ее лучшему игроку получить денежный приз и возможность попасть в состав «Хэштэг Юнайтед».
Отбор выиграл 16-летний Скотт Поллок.
Он оказался настолько хорош, что быстро стал футболистом основного состава, где его заметили скауты клуба Премьер-лиги «Кристал Пэлас», однако затем в команде отказались от подписания контракта с юным дарованием и в итоге он перешел в «Нортхемптон» из третьего дивизиона.
Сейчас Скотту 18 лет и он выступает в аренде за ФК «Сент Неотс Таун» в Южной национальной лиге, 6-м по рангу английском дивизионе.

## Персонал клуба
Главный тренер — Джей Деверо.
Физиотерапевт клуба — Стив Оуэн (отец основателя команды).
Охранник стадиона — Синди Оуэн (мать основателя команды).
Коммерческий директор клуба — Себ Оуэн (брат основателя коллектива).

### Цвета и эмблема
Традиционные командные цвета — желтый и синий.
Официальный клубный логотип представляет собой стилизованный символ интернет — хэштега.

### Достижения команды
EE Wembley Cup — чемпион (1), 2017.
Лига Восточных Графств (Первый южный дивизион) — чемпион (2018\2019).